# Henry Phillips
Henry Phillips (Bristol, Anglaterra, 13 d'agost de 1801 – Londres, 8 de novembre de 1876) fou un cantant anglès d'origen israelià.
Els seus pares també foren cantants d'òpera, als que acompanyava en les seves gires artístiques i fou aquest fet el que li desenvolupà la seva afició per la música. Als nou anys començà estudiar l'art musical, i debutà al cap de poc temps en un teatre de Harrogate: més tard aparegué en l'escena del Drury-Lane de Londres. El 1824 creà el paper de Gaspar de l'òpera El caçador furtiu de von Weber, i durant molts anys cantà la major part de les òperes de compositors anglesos en els escenaris del Lyceum, del Royal Opera House i de Drury-Lane, recollint molts aplaudiments. També fou molt sol·licitat el seu concurs per a cantar oratoris, i no hi hagué programa en què hi figuressin El Messies, la La creació o Israel in Egypt, sense que es comptés amb Phillips.
La seva bella veu de baix li'n valgué molts d'èxits, i en el seu país popularitzà les grans obres de Händel, i de Haydn i dels compositors clàssics. També destacà en la balada, afirmant un escriptor que Phillips no tenia rival, quan acompanyant-se a si mateix assentat al piano, cantava les antigues melodies tan apreciades pels seus compatriotes. També exercí de mestre de cant tenint entre els seus alumnes a Edwin George Monk entre d'altres. Els últims anys de la seva vida residí al barri londinenc de Dalston, on hi morí.
Publicà unes Memòries artístiques, titulades Musical and personal Recollections during half a century (Londres, 1864), obra en dos volums.